# Albertus Johannes de Haas
Albertus Johannes de Haas (15 april 1903 - Waalsdorpervlakte, 13 maart 1941) was een Nederlandse verzetsstrijder tijdens de Tweede Wereldoorlog.
De Haas was gereedschapsmaker, en sloot zich aan bij de Geuzengroep rond Bernardus IJzerdraat. Na zijn arrestatie op 9 januari 1941 wegens sabotage tot zijn dood zat De Haas vast in het Huis van Bewaring in Scheveningen ('Oranjehotel'). De Haas werd in het Geuzenproces veroordeeld tot de doodstraf en gefusilleerd op de Waalsdorpervlakte.
De Haas is een van de achttien in het gedicht Het lied der achttien dooden van Jan Campert.
In Schiedam is een plein naar hem vernoemd.